# GJ 1005
GJ 1005 es un sistema de dos enanas rojas ubicado en la constelación de Cetus, a unos 16,3 años luz de la Tierra. La estrella primaria es una estrella de clase M4V mientras que la secundaria es una de clase M7V.
El sistema se observó por primera vez en la década de 1990 con el telescopio espacial Hubble gracias a su sensor de guía fina. Los datos obtenidos ayudaron a determinar la masa de cada uno de los componentes de L722-22/LHS 1047/GJ 1005.